# SS Great Western
«Грейт Вестерн» (англ. SS Great Western) — перший корабель Great Western Steamship Company, побудований у 1838 році, і перший пароплав спеціально побудований для трансатлантичних рейсів. Корабель конструкції Ісамбарда Кіндома Брунеля став зразком для всіх майбутніх трансатлантичних дерев'яних гребних суден. «Great Western» працював на Нью-Йоркському напрямку протягом восьми років, до тих пір, поки його власники не вийшли з бізнесу. Він був проданий Royal Mail Steam Packet Company і був відданий на злам у 1856 році після служби як військового корабля під час Кримської війни.

## Передумови до створення
Початок 19 століття був часом великих технологічних досягнень. Промислова революція дала світові паровий двигун і людство прагнуло якнайшвидше скористатися цією новою технологією. Залізниці простяглися через багато країн і подорожі на великі відстані несподівано стали легкими.
Однією з найбільших залізничних компаній Великої Британії була Great Western Railway Co. У 1837 році було прийнято рішення розширити залізничне сполучення до Брістоля. Один з директорів компанії нарікав, що дорога з Лондона в Брістоль буде занадто довгою. Головний інженер компанії Ісамбард Кінгдом Брунель заперечив, що, на його думку, вона буде дуже короткою. І запропонував продовжити лінію через Північну Атлантику до Нью-Йорка з допомогою нових великих пасажирських пароплавів. У 1836 році Ісамбард Брунель, його друг Томас Гаппі та група інвесторів з Брістоля організують Great Western Steamship Company.

## Конструкція та будівництво
Конструкція нового корабля викликала суперечки. Критики стверджували, що він був занадто великим. Брюнель розробив принцип, згідно з яким вантажопідйомність корабля пропорційна кубу його розміру, в той час, як опір води збільшується як квадрат розміру. Це означає, що великі кораблі будуть більш економічними, що дуже важливо для тривалої подорожі через Атлантику.
Корабель будувався на верфі Вільяма Паттерсона (Patterson & Mercer) в Брістолі. Як перший спеціально побудований трансатлантичний пароплав, він був більшим за всіх раніше створених. Корабель мав дерев'яний корпус, споруджений з дуба традиційними методами, а як рухова установка використовувалися гребні колеса, так як перевага гребних гвинтів ще не вважалася очевидною. Крім того він мав чотири щогли. Вітрила грали не тільки роль додаткової силової установки, але і повинні були тримати судно на рівному кілі в бурхливому морі, щоб гребні колеса постійно залишалися у воді.
19 липня 1837 року новий корабель був спущений на воду і названий «Great Western». Після цього він був відбуксований в Лондон, де були встановлені двигуни фірми Maudslay, Sons & Field.

## Експлуатація
Хоча «Great Western» і був першим пароплавом, побудованим спеціально для північноатлантичного маршруту, у нього вже був суперник. Коли плани Great Western Steamship Co стали відомі, ще одна компанія вирішила скласти конкуренцію. Спираючись на допомогу американського бізнесмена Юніуса Смітта, British & American Steam Navigation Co розпочала будівництво власного трансатлантичного лайнера — «Royal Victoria». Однак будівництво страждало від затримок, і скоро стало очевидно, що корабель не буде завершений у строк. Але вони, як і раніше хотіли обігнати конкурентів. Тому, замість того, щоб чекати завершення будівництва «Royal Victoria», був зафрахтований пароплав «Sirius». Це був 700-тонний пароплав, що зазвичай працював на лінії Лондон — Корк, але тепер на ньому мали намір перетнути Атлантичний океан.
Обидві компанії закінчували останні приготування і гонка ось-ось мала початися. 29 березня 1838 року «Sirius» вирушив з Лондона в Нью-Йорк. Він зробив зупинку у Квінстаун, де взяв на борт пасажирів, пошту і вугілля. Так як корабель не був призначений для океанських подорожей, йому було потрібно велику кількість вугілля. Коли «Sirius» вийшов з Квінстауна 4 квітня, все вільне місце було використано для зберігання вугілля, і навіть на палубі були навалені дві купи. Коли «Sirius» вийшов у відкрите море, він на голову випереджав «Great Western».
«Great Western» у цей час все ще перебував у Брістолі, завершуючи підготовку до майбутнього переходу. Тільки чотири дні потому, 8 квітня, маючи всього-лише сім пасажирів на борту, він покинув його причал і пішов наздоганяти «Sirius». Екіпаж «Sirius» знав, що їх суперник мав набагато більш потужний двигун і, щоб першими досягти Нью-Йорка, необхідно було постійно підтримувати пар. Посеред океану «Sirius» потрапив у шторм, його рух сповільнився, а споживання вугілля збільшилося. В результаті вугілля закінчилося раніше, ніж мета подорожі була досягнута. Тим не менш екіпаж прагнув виграти гонку. Меблі, двері і навіть аварійні щогли були відправлені в топку. Вивергаючи іскри і дим, «Sirius» увійшов в гавань Нью-Йорка 22 квітня 1838 року. Перший перетин Атлантики повністю під паром було закінчено.
А «Great Western» прибув у Нью-Йорк всього лише на чотири години пізніше. «Sirius» досяг Нью-Йорка першим, але по часу шляху — 14 днів 12 годин — «Great Western» був на чотири дні швидше суперника. Середня швидкість при цьому дорівнювала 8,66 вузлів. Гонка за «Блакитною стрічкою Атлантики» почалася і триватиме понад століття.
Але більш важливим був той факт, що після прибуття в Нью-Йорк на борту «Great Western» залишалося ще 200 тонн вугілля. Брюнель виявився правим, забезпечивши достатньо місця для зберігання вугілля, — нові великі пароплави можна було використовувати для регулярних трансатлантичних рейсів. Розмір «Great Western» дозволив збільшити не тільки простір для зберігання вугілля, але і місце для пасажирів. Здатний перевозити 148 осіб, корабель пропонував такі зручності і сервіс, яких ще не було ні на одному судні. Його головний салон був найкрасивішим, який бачили на морях. Його стіни прикрашали картини в стилі Ватто. Щоб викликати офіціанта, потрібно було всього лише потягнути мотузку дзвони. Розкіш почала проникати на океанські маршрути.
Після успішного першого рейсу «Great Western» продовжив регулярне обслуговування північноатлантичного маршруту. У 1838–1840 роках він долав шлях до Нью-Йорка з середньому за 16 днів 0 годин, а в зворотному напрямку — за 13 днів 9 годин. Новий пароплав British & American Steam Navigation Co «Royal Victoria», закінчений в 1839 році, відібрав у «Great Western» звання найбільшого судна. Але відібрати у нього «Блакитну стрічку Атлантики» змогла лише «Британія» компанії Cunard Line в 1840 році. В 1842 році «Great Western» був переведений на лінію Ліверпуль — Нью-Йорк.
У 1846 році, після 64 переходів «Great Western» був знятий з маршруту для ремонту. У наступному році він був проданий Royal Mail Steam Packet Co і без ускладнень служив своїй новій компанії дев'ять років, головним чином на Вест-Індському напрямку. У 1855 році «Great Western» було реквізовано британським урядом для використання у військових цілях. Разом з «Великою Британією» та іншими кораблями він використовувався для перекидання військ у Кримській війні. Після повернення в комерційну експлуатацію, власники вже не виявляли інтересу до «Great Western», і наприкінці 1856 року він був проданий на злам.